# Myostola occidentalis
Myostola occidentalis é uma espécie de aranha pertencente à família Theraphosidae (tarântulas).